# Championnat de Roumanie de football 1911-1912
Navigation
Saison précédente Saison suivante
La saison 1911-1912 du Championnat de Roumanie de football est la 3e édition de la première division roumaine. Cette compétition a eu lieu sous le nom de Cupa Bellio.
Trois clubs seulement participent au championnat. C'est l'United Ploiești qui remporte cette troisième édition et son premier titre de champion de Roumanie.

## Les 3 clubs participants
- Olimpia Bucarest
- Colentina Bucarest
- United Ploiești

## Compétition

### Classement
Le barème de points servant à établir le classement se décompose ainsi :
- Victoire : 2 points
- Match nul : 1 point
- Défaite : 0 point

| Rang | Équipe             | Pts | J | G | N | P | Bp | Bc | Diff |
| ---- | ------------------ | --- | - | - | - | - | -- | -- | ---- |
| 1    | United Ploiești    | 7   | 4 | 3 | 1 | 0 | 14 | 8  | +6   |
| 2    | Olimpia Bucarest   | 3   | 4 | 1 | 1 | 2 | 10 | 13 | -3   |
| 3    | Colentina Bucarest | 2   | 4 | 0 | 2 | 2 | 10 | 13 | -3   |

|  | Champion de Roumanie 1911-1912 |

### Matchs
| Résultats (▼dom., ►ext.)                                   | Oli | Col | Plo |
| Olimpia Bucarest                                           |     | 3-3 | 1-2 |
| Colentina Bucarest                                         | 2-4 |     | 2-2 |
| United Ploiești                                            | 6-2 | 4-3 |     |
| - Victoire à domicile - Match nul - Victoire à l'extérieur |     |     |     |

## Bilan de la saison
| Tableau d'Honneur                   |                 |
| Compétition                         | Vainqueur       |
| Championnat de Roumanie de football | United Ploiești |